# Românești (Iași)
Româneşti é uma comuna romena localizada no distrito de Iaşi, na região de Moldávia. A comuna possui uma área de 38.59 km² e sua população era de 1852 habitantes segundo o censo de 2007.